# Adrien-Joseph Heymans
Pour les articles homonymes, voir Heymans.
Adrien Joseph Heymans, né le 11 juin 1839 à Anvers, mort à Schaerbeek, le 17 décembre 1921, est un dessinateur et artiste peintre de genre, de marine, paysagiste belge.
Son champ pictural couvre également l'aquarelle et la miniature. Peintre de l'École de Barbizon, il est considéré comme le père spirituel de l'École de Calmpthout. Brièvement devenu néo-impressionniste, il est surtout vu comme l'un des protagonistes du luminisme belge.

## Biographie

### Famille et formation

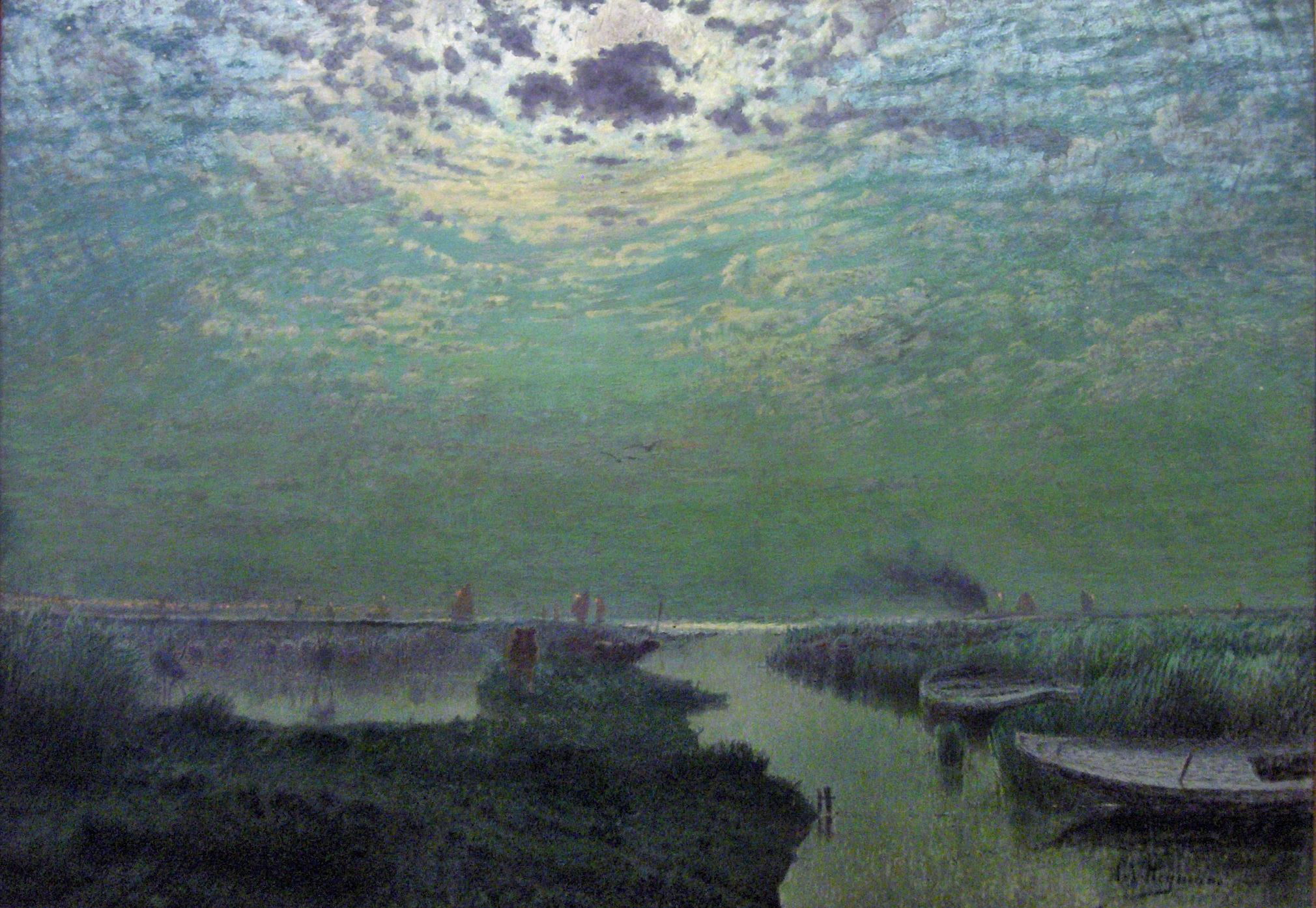
Ciel avec clair de lune (1907), Bruxelles, musées royaux des beaux-arts de Belgique.

Adrien Joseph Heymans, né à Anvers le 11 juin 1839, est le sixième enfant de Gaspard Peter Heymans, marchand vitrier, et d'Elisabeth Wouters (1803-1881) son épouse, qui devient veuve le 1er avril 1846. Il passe son enfance dans la demeure de ses grands-parents. C'est Adrien Wouters (1800-1879), son oncle maternel, bourgmestre de Wechelderzande, un petit village près d'Anvers qui l'élève et éveille son goût pour la nature.
En 1853, alors âgé de 14 ans, il intègre l'Académie royale des beaux-arts d'Anvers et entre à l'atelier du peintre Jacob Jacobs (1812-1879), adepte du brun, qui influence sa manière initiale de peindre, et se lie d'amitié avec son condisciple Isidore Meyers (1836-1917). Il s'inscrit un peu plus tard à l'Académie royale des beaux-arts de Bruxelles.
En compagnie de son ami Meyers, il se rend à Paris en 1855, pour se perfectionner auprès de Théodore Rousseau, Camille Corot, Charles-François Daubigny (1817-1878) et Jean-François Millet. Les deux artistes y demeurent jusqu'en 1858, allant peindre en forêt de Fontainebleau et à Barbizon. Ils reviennent en Belgique, imprégnés des influences des maîtres de l'école de Barbizon. Puis Adrien Joseph évolue vers un style pré-impressionniste en appliquant davantage de couleurs dans ses toiles à partir du Salon de Bruxelles de 1860.
Le 2 août 1869, Adrien Heymans épouse, à Bruxelles, Angéline Josèphe Terdie, née en 1845, fille d'un poissonnier installé dans la capitale. Ils deviennent parents de plusieurs enfants, dont Alfred (1874) et Renée (1877), épouse de l'artiste peintre d'origine galloise Alfred Hazledine (1874-1957).

### Carrière
Entre 1865 et 1869, invité par Théodore Baron, Heymans peint en plein air dans les environs de Calmpthout et Wechelderzande, avec d'autres artistes venus chercher leur inspiration dans les paysages des canaux, marais, dune et forêts de la Campine. Allant même à vivre sur place dans des roulottes, et cabanon de bois, pour ne pas manquer les jeux de lumière au cours de la journée. C'est ainsi que naquit l'École de Calmpthout avec Isidore Meyers, Théodore Baron (1840-1899), Jacques Rosseels (1828-1912) et Florent Crabeels (1835-1896). Ils l'appellent « l'École du gris », en raison de leurs tons de prédilection gris et argentés.
Il est aussi proche de l'École de Termonde, lorsque les peintres sont venus s'installer sur les rives de l'Escaut près de Termonde. Entre 1873-1874, il fait la connaissance du peintre et graveur néerlandais Louis Artan de Saint-Martin. Il peint également durant deux ans avec son ami Théodore Baron. En 1877, après un voyage aux Pays-Bas, Adrien Heymans fait bâtir une maison à Wechelderzande, où il demeure durant la majeure partie de l'année jusqu'en 1914.
Deux amateurs bruxellois deviennent ses mécènes : Léon Lequime, collectionneur d'art, en 1873 et Ernest Wouters-Dustin, entrepreneur, en 1880, acquièrent toutes les productions de son atelier et lui permettent de se consacrer pleinement à l'art. Lorsqu'il expose au Salon de Bruxelles de 1878, la critique est positive : Heymans demeure fidèle à la nature qu'il aime et progresse constamment. Son Coin de bruyère éclairé par un jour matinal est d'un ton très fin et très juste. Il obtient une médaille d'or au Salon de Gand de 1880.
Il est élevé au rang de chevalier de l'Ordre de Léopold le 4 mai 1881, puis devient officier du même ordre le 30 juin 1894. Il reçoit également le rang de chevalier de la Légion d'honneur.
En 1884, il s'adonne à la peinture en compagnie d'Henry van de Velde, qui quelque temps plus tard le recommande à Octave Maus fondateur du Groupe des XX. Adrien Heymans n'expose qu'une fois au sein des XX, lors de leur salon inaugural.

En 1891, Adrien Heymans participe au premier Salon du Cercle des XIII à Anvers. En avril 1893, Adrien Heymans fait l'objet d'une exposition presque intégrale de son œuvre au Cercle artistique. La critique de la revue L'Art moderne est dithyrambique : 

« L'exposition montre en son entier labeur, en sa complète éclosion, un des plus vigoureux talents picturaux de notre terroir. […] Avant tout il est le peintre de la Campine, dont il rend avec force et émotion les plaines sablonneuses, les bruyères et les sauvages mamelons. […] Toutes ses toiles sont très saisissantes ; mais, en même temps que le pittoresque s'en dépêtre de certains souvenirs, la lumière en devient plus intense, plus fine, plus aérienne »

Dans les années 1890, il revient s'installer à Calmpthout, après une période où son style est brièvement devenu néo-impressionniste, mais à la fin de sa vie il renoue avec un style influencé par le réalisme.
Il est l'un des fondateurs avec Émile Claus du cercle d'art des luministes : « Vie et Lumière » en 1904 à Bruxelles. Heymans est considéré de son vivant comme l'un des protagonistes du luminisme belge. La même année, il obtient un grand prix lors de l'Exposition universelle de Saint-Louis aux États-Unis en 1904 et le premier prix à l'Exposition internationale du centenaire à Buenos Aires (Argentine) en 1910.

### Dernières années et mort
En 1913, sa santé se détériore et il est contraint de renoncer à la peinture, ne quittant plus guère sa demeure à partir de 1915.
Adrien Joseph Heymans meurt le 17 décembre 1921 en son domicile rue Verte à Schaerbeek, à l'âge de 82 ans.

## Œuvre

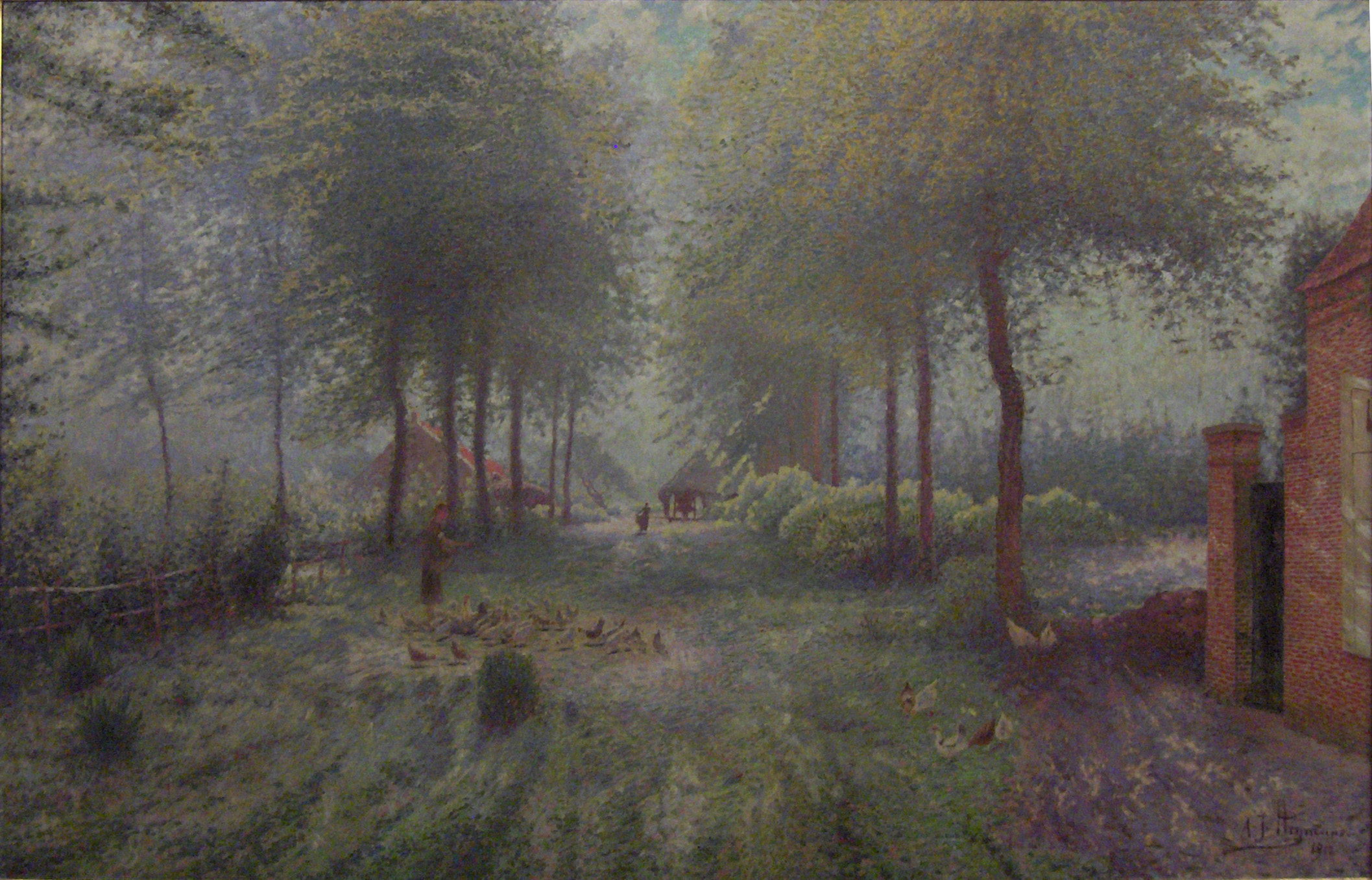
Brume matinale (1912), Bruxelles, musées royaux des beaux-arts de Belgique

Au moment où l'impressionnisme fait sa percée en France avec ses vives couleurs pures et ses effets rayonnants, comme beaucoup d'artistes belges, il poursuit son travail dans la gamme sombre d'Artan et de Boulenger. Ses paysages sont typiques de l'école du gris comme l'a dénommée la critique d'art.

### Collections muséales
- Musée royal des Beaux-Arts d'Anvers : 
  - Vue sur le bois de Bertogne, huile sur toile, 157 × 216 cm, inventaire no 1368[14].
  - Clair de lune, 1898, 143 × 204 cm, inventaire no 1647[15].
  - Intérieur d'étable, huile sur toile, 31 × 40 cm, inventaire no 1935[16].
  - Bois au clair de lune, huile sur toile, 136 × 215 cm, inventaire no 2794[17].
  - La Mare aux canards, huile sur toile, 145 × 199 cm, inventaire no 1953[18].
- Bruxelles, musées royaux des beaux-arts de Belgique : 20 œuvres, parmi lesquelles : 
  - Attelage campinois, huile sur bois, 20 × 28 cm, inventaire no 4811/4[19].
  - Ciel lunaire, 1907, huile sur toile, 146 × 206 cm, inventaire no 3875[20].
  - Matinée d'été, 1912, huile sur toile, 67 × 252 cm, inventaire no 4295[21].
  - Coin de bruyère, Salon de Bruxelles de 1878[3], huile sur toile, 82,5 × 148,5 cm, inventaire no 2773[22].
- Musée des beaux-arts de Gand : Soleil couchant dans la lande, vers 1877, huile sur toile, 82,5 × 147,3 cm, inventaire no 1877-B[23].
- Musée des beaux-arts de Liège.
- Musée communal des beaux-arts d'Ixelles.
- Musée Charlier à Bruxelles : Chasseurs dans la neige.
- Musée de Termonde : Marine sur l'Escaut, 1875.
- Musée d'art d'Indianapolis : Les Dunes, vers 1890, huile sur toile, 71 × 41 cm, inventaire no 79253[24].

### Expositions
- Intérieur de forêt, Salon de Gand de 1859[25] ;
- Extérieur de distillerie, Salon de Bruxelles de 1860[26] ;
- Ferme wallonne à Archennes, Salon d'Anvers de 1861[27] ;
- Environs d'Archennes (Wavre), effet de brouillard, Salon de Bruxelles de 1863[28] ;
- Vue de Lille, Campine, Salon d'Anvers de 1864[29] ;
- Vue de Bossu, Luxembourg, Salon d'Anvers de 1864[29] ;
- Temps pluvieux, Salon de Bruxelles de 1866[30] ;
- Écluse aux bords de l'ancien château de Grobendonck, Salon d'Anvers de 1867[31] ;
- Crépuscule, Salon d'Anvers de 1867[31] ;
- L'Indiscrète, Salon d'Anvers de 1870[32] ;
- Souvenir de Tilff, Salon d'Anvers de 1870[32] et Salon de Gand de 1871[33] ;
- Temps doux, Salon de Gand de 1871[33] ;
- Soleil couchant (Ardennes), Salon de Gand de 1871[33] ;
- Souvenir du Condroz, Salon de Gand de 1871[33] ;
- Un Jour d'été, Salon de Gand de 1871[33] ;
- Brumes du matin, Salon de Bruxelles de 1872[34] ;
- Un Soir sur l'Escaut, Salon de Bruxelles de 1872[34] ;
- La Vieille avenue de Bloemeschot, Campine, Salon de Bruxelles de 1872[34] ;
- Temps brumeux, Escaut, Salon d'Anvers de 1873[35], huile sur toile, 25 × 40 cm, Collection privée, Vente 2010[36]
- Lever de lune, Salon d'Anvers de 1873[35] ;
- Un Matin sur l'Escaut, Salon de Gand de 1874[37] ;
- Bords d'un fossé, Salon de Gand de 1874[37] ;
- Souvenir de la Campine, Salon de Gand de 1874[37] ;
- Soleil couchant dans la bruyère, Salon de Gand de 1877[38] ;
- Après la pluie, Salon de Gand de 1877[38]
- Sur l'Escaut, Salon de Gand de 1877[38] ;
- Coin de bruyère, Salon de Bruxelles de 1878[3], huile sur toile, 82 × 148 cm, Musées royaux des Beaux-Arts de Belgique[39]
- Attendant la marée, Salon de Gand de 1880[40] ;
- Effet de nuit, Salon de Gand de 1880[40] ;
- Effet de pluie, Salon de Bruxelles de 1881[41] ;
- Un Soir, Salon de Bruxelles de 1881[41] ;
- La Mare, Salon de Gand de 1883[42] et Salon de Bruxelles de 1887[43] ;
- La Bruyère dans les Bruelbergen, Salon de Gand de 1883[42] ;
- L'Engraissement des prairies en Campine, Salon du Groupe des XX de 1884[8] ;
- Le Moulin, Salon de Gand de 1886[44] ;
- Jour d'été, Salon de Gand de 1886[44] ;
- Fin du jour, Salon de Bruxelles de 1887[43] ;
- Automne, Salon de Bruxelles de 1887[43] ;
- Aux Bruegelbergen, Salon de Bruxelles de 1887[43] ;
- La Mare aux âmes, Salon de Gand de 1889[45] ;
- Soleil d'avril, Salon de Gand de 1889[45] ;
- Fraîche matinée d'octobre, Salon de Bruxelles de 1890[46] ;
- Rentrée à la bergerie, premier Salon du Cercle des XIII à Anvers en 1891[9] ;
- Dans les dunes à midi, premier Salon du Cercle des XIII à Anvers en 1891[9] ;
- Exposition presque intégrale de son œuvre au Cercle artistique en 1893 à Bruxelles[10] ;
- Une prairie en Campine, premier Salon de La Libre Esthétique en 1894[47] ;
- Avenue des sapins ; souvenir d'Houffalize, premier Salon de La Libre Esthétique en 1894[47] ;
- Les Bouleaux ; souvenir d'Houffalize, premier Salon de La Libre Esthétique en 1894[47].
- Pendant le salut des âmes, Salon de La Libre Esthétique de 1895[48] ;
- L'Hiver, Salon de La Libre Esthétique de 1895[48] ;
- Les Fonds de Bertogne, Salon de La Libre Esthétique de 1895[48] ;
- Un Jour d'hiver, Salon de La Libre Esthétique de 1897[49] ;
- La Chaussée de mon village, Salon de La Libre Esthétique de 1897[49] ;
- La Mare dans les bois, Salon de La Libre Esthétique de 1897[49] ;
- La Nuit radieuse, au Salon de Bruxelles de 1903[50].

Hameau sous la neige, au Salon de Bruxelles de 1910.

La Mare aux canards au musée royal des Beaux-Arts d'Anvers.
Intérieur d'étable au musée royal des Beaux-Arts d'Anvers.
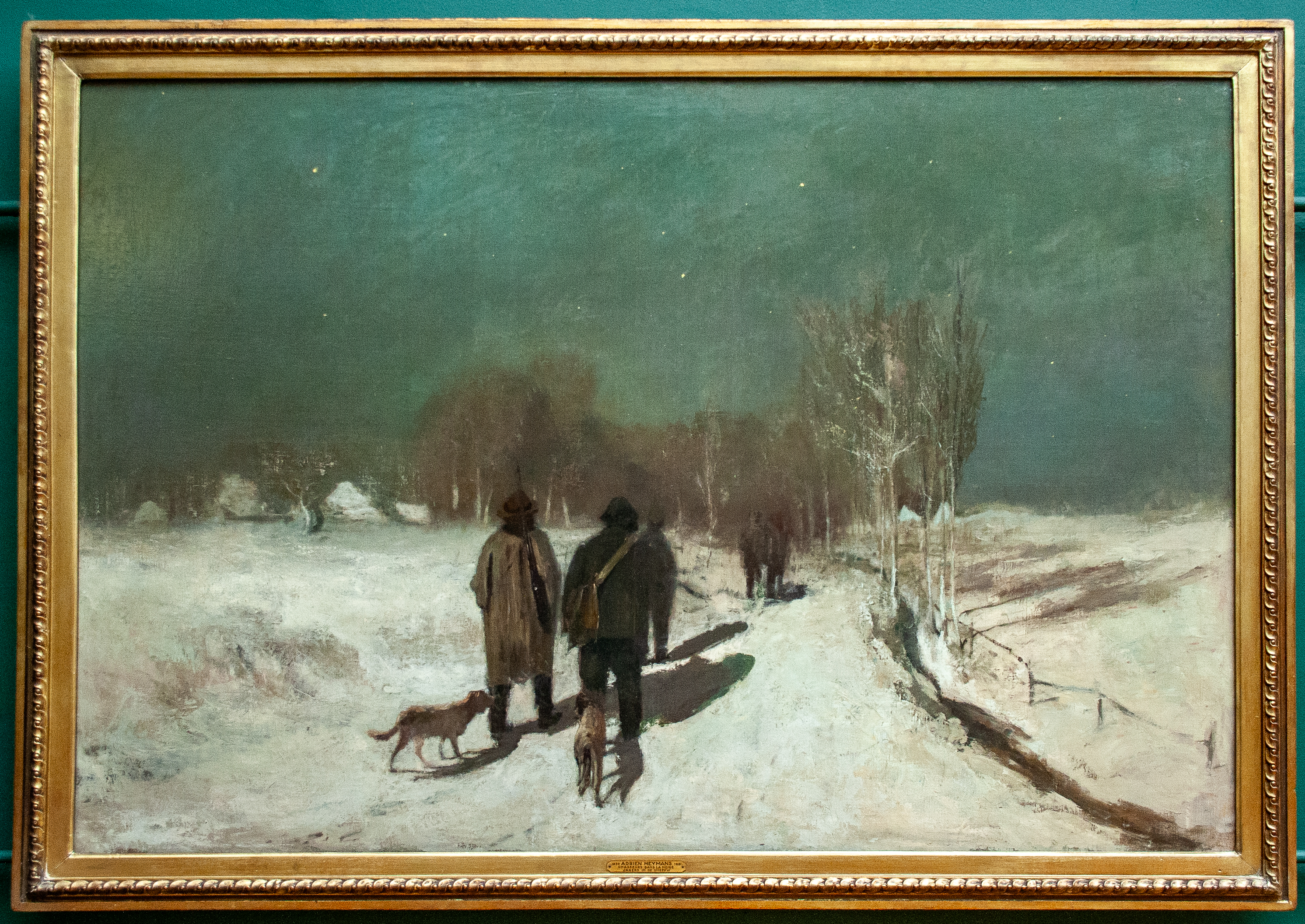
Chasseurs dans la neige au musée Charlier à Bruxelles.
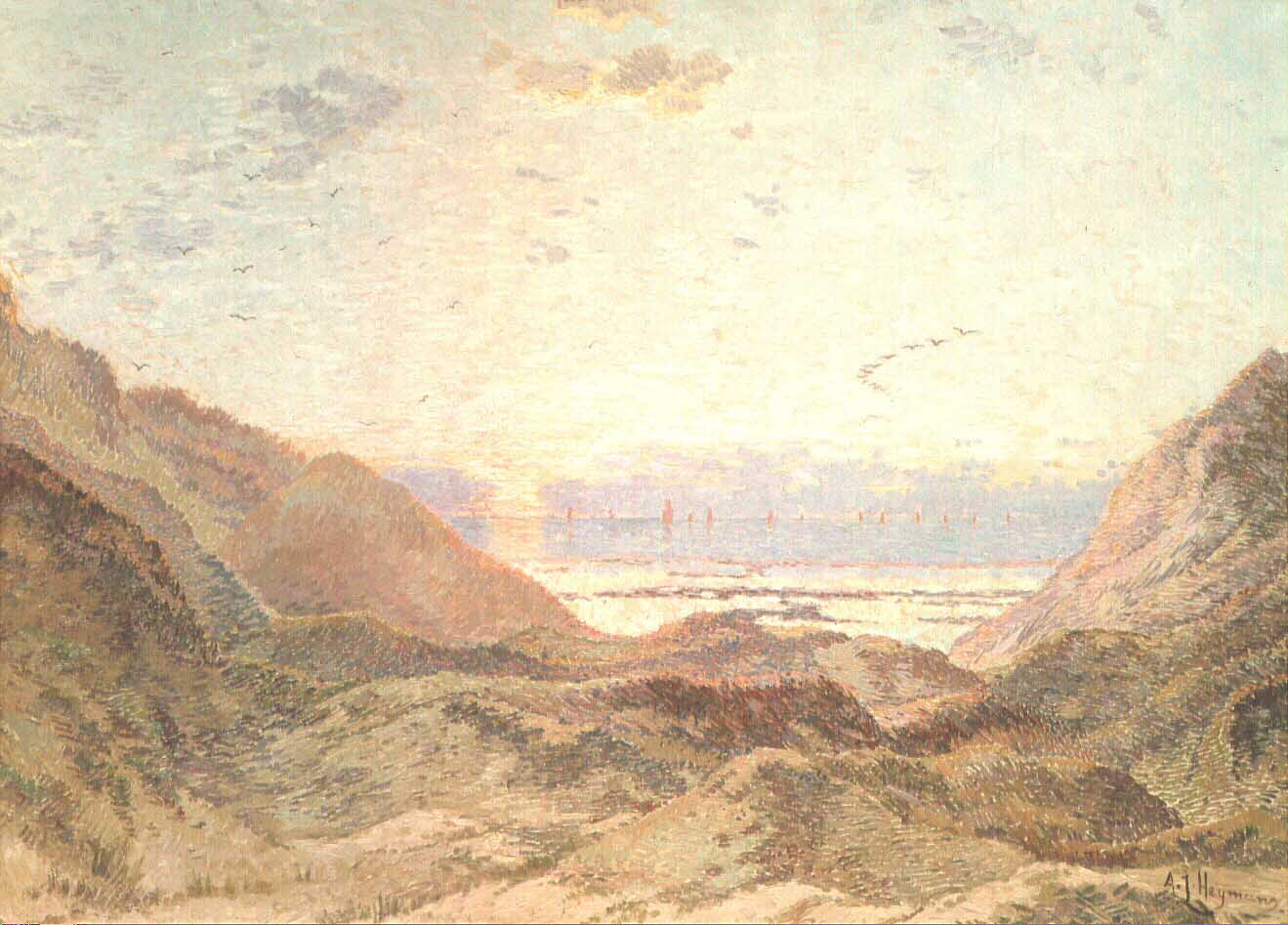
Les Dunes au musée d'art d'Indianapolis.

## Distinctions
- Chevalier de l'ordre de Léopold (4 mai 1881)[5].
- Officier de l'ordre de Léopold (30 juin 1894)[6].
- Chevalier de la Légion d'honneur[7].